# Rafael Emilio Arté
Rafael Emilio Arté Cruz (* 5. April 1873 in Santiago de los Caballeros; † 2. Februar 1970 in Mao) war ein dominikanischer Musiker und Musikpädagoge.
Der Sohn des aus Spanien stammenden Musikers Rafael Ildefonso Arté erhielt seine musikalische Ausbildung als Mitglied der Militärkapelle von Puerto Plata. Er erwarb sich einen Ruf als inspirierter Komponist, bemerkenswerter Saxophonist und Gitarrist. Außerdem spielte er auch Klavier, Orgel, Geige, Cello, Klarinette, Euphonium und Akkordeon. Er lebte als Musiker in Samaná, bis er 1916 nach Mao kam, um dort eine städtische Kapelle zu gründen, die er fünfzig Jahre lang leitete.
Er trat als klassischer Gitarrist mit dem Nationalen Sinfonieorchester von Kuba auf, gab Konzerte u. a. in der Dominikanischen Republik, in Puerto Rico und Spanien und begleitete Andrés Segovia bei einem Privatkonzert vor dem Diktator Trujillo auf. Gleich seinem Vater hatte er zahlreiche Schüler, darunter seine Tochter Antonia Magdalena Arté (Tontón), Luis Alberti, Radhamés Reyes Alfau, Daniel Colón, Rafael Rodríguez Colón und Milito Arté.